# Comtat de Poher
El comtat de Poher fou una jurisdicció feudal de Bretanya suposadament situat a la vall de l'Aune entre la serralada d'Arez a un costat i les Muntanyes Negres a l'altra.
El primer comt esmentat fou Rival·ló esmentat en una carta datada el 8 de març d'un any entre 839 i 844. Després apareix un comte de nom Judicael (no se sap si fou el successor de l'anterior) que subscriu una carta del 9 de juliol del 871 amb relació a un litigi a l'abadia de Redon; tornas a aparèixer en una donació a Redon el 903. Hauria mort poc després. El 907 a la mort d'Alan I de Bretanya el poder al país fou disputat pels comtes de Poher, el gendre d'Alan, de Vannes, segurament el fill gran de Alan, i de Cornualla, i cap dels tres fou reconegut sobre tota Bretanya. Aquest comte, gendre d'Alan, era Mathedoi o Matuedus que apareix confirmant una donació a l'abadia de Redon en carta de 25 d'octubre del 913; va fugir a Anglaterra quan els normands van envair Bretanya el 919 junt amb el seu fill Alan (que per tant era net d'Alan I de Bretanya). Va morir vers el 935. El seu fill Alan fou restablert al poder, com a comte de Vannes i Nantes (936) i va ser duc de Bretanya amb el nom d'Alan II Barbitorte o Alan II de Bretanya.

## Llista de comtes
- Rival·ló vers 830/840-870
- Judicael vers 870-905
- Matuedus vers 905-919